# Mercedes Junco
Mercedes Junco Calderón (Palencia, 1920 - † Madrid, 3 de marzo de 2019) fue una periodista y editora española, fundadora de la revista ¡Hola!.

## Trayectoria
Nacida en la ciudad de Palencia. Hija del Abogado del Estado y Diputado Eduardo Junco Martínez y de María de las Mercedes Calderón Martínez de Azcoitia.
En 1940, siendo aun muy joven, contrajo matrimonio en Palencia con el también periodista Antonio Sánchez Gómez. Ese mismo año se trasladaron a Barcelona. Cuatro años después abordaron una iniciativa que terminaría revolucionando el mundo de las publicaciones periódicas en España: El lanzamiento de una revista que, de forma amable y sofisticada, informara de los eventos y circunstancias de las celebridades de la época: realeza, alta burguesía, nobles, artistas, etc., que en la época se denominaban ecos de sociedad. Se fundaba así la revista ¡Hola!, llamada a convertirse cabecera de referencia de la prensa rosa en el país durante los siguientes 80 años.
Junco permaneció en la Vicepresidencia de la empresa hasta el fallecimiento de su marido, en 1984. En ese momento fue su hijo Eduardo Sánchez Junco quien asumió la dirección. Si bien, Mercedes continuó ostentando la presidencia hasta su fallecimiento.
Abuela de la escritora Mamen Sánchez.
En la ciudad de Palencia existe una calle con su nombre.